# Fritz Oesterlen

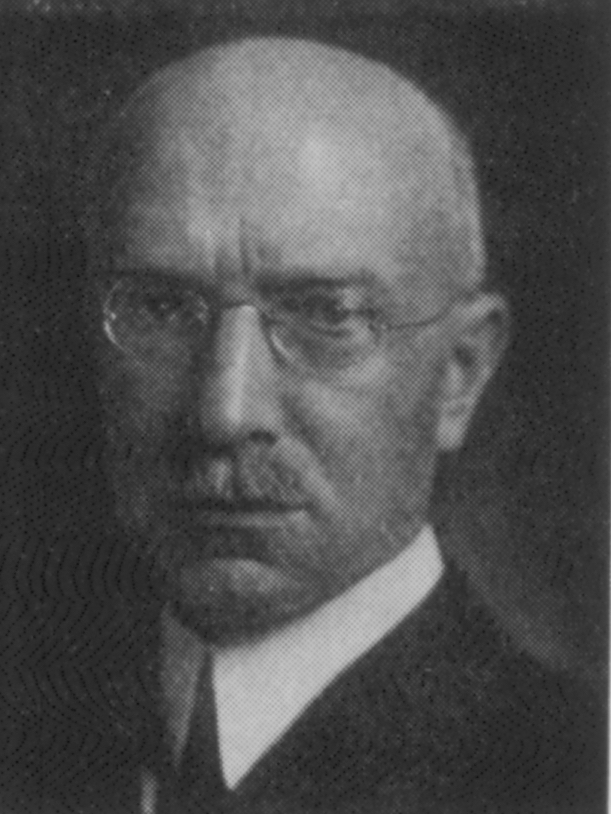
Fritz Oesterlen, um 1931

Fritz Oesterlen im Couleur seiner Burschenschaft Alemannia Stuttgart

Eugen Friedrich Oesterlen (* 24. Juni 1874 in Cannstatt; † 19. März 1953 in Hannover) war ein deutscher Ingenieur für Wasserturbinentechnik und als Professor von 1925 bis 1927 Rektor der Technischen Hochschule Hannover.

## Leben
In Heidenheim an der Brenz arbeitete er bei der Voith AG. Während seines Studiums wurde er 1897 Mitglied der Burschenschaft Alemannia Stuttgart. Im selben Jahr trat er dem Verein Deutscher Ingenieure (VDI) und dem Württembergischen Bezirksverein des VDI bei. 1908 promovierte er an der Technischen Hochschule Stuttgart.
1917 erfolgte ein Ruf an die Technische Hochschule Hannover. Von 1925 bis 1940 leitete er dort das Institut für hydraulische Strömungsmaschinen. 1925 bis 1927 leitete er als Rektor die Hochschule. Im November 1933 unterzeichnete er das Bekenntnis der deutschen Professoren zu Adolf Hitler.
Sein Sohn Dieter Oesterlen (1911–1994) prägte als Architekt das hannoversche Stadtbild in der Zeit des Wiederaufbaus und lehrte an der TU Braunschweig.

## Schriften (Auswahl)
- Die Turbinenversuchsanstalt und die Wasserkraftwerke mit Wasserkraftspeicher der Firma J. M. Voith, 1901
- Zur Theorie der Francis-Turbinen. Mit Versuchen an einer 300pferdigen Turbine, Dissertation Technische Hochschule Stuttgart, Springer, 1908
- Die Turbinen-Versuchsstationen und die Wasserkraft-Zentralen mit hydraulischer Akkumulierungsanlage der Firma J. M. Voith in Heidenheim a.d. Brenz und St. Pölten, Springer, Berlin 1909
- Wasserturbinen mit Hebereinlauf, in: Zeitschrift für das gesamte Turbinenwesen: in Verbindung mit Wasser- und Wärmewirtschaft, Bd. 10, Oldenbourg, 1913
- Denkschrift über die geplante Angliederung von technischen Fakultäten an die Universität Münster, Technische Hochschule, Hannover 1926
- Vorlesungen über hydraulische Strömungsmaschinen Wasserturbinen und Kreiselpumpen, 1938
- Technische Strömungslehre und hydraulische Strömungsmaschinen, Wiesel, 1948